# هذه نوليود (فلم)
هذه نوليود (بالإنجليزية: This Is Nollywood) هو فيلم وثائقي نيجيري صدرَ عام 2007 من تأليف فرانكو ساشي وروبرت كابوتو. يشرحُ الفيلم بالتفصيل صناعة السينما في نيجيريا على غرار الفيلم الوثائقي المشهور مرحبًا بك في نوليود الذي صدرَ عام 2007 لجيمي ميلتزر.
من خلال قصةٍ للمخرج بوند إميرووا، يروي هذا الفيلم الوثائقي قصة صناعة السينما في نيجيريا وهي الصناعة التي خلقت آلاف الوظائف. نظرًا لأن الفيلم الوثائقي يتبع إنتاج بوند إميرووا لفيلم نقطة فحص (بالإنجليزية: Check Point)، يُناقش العديد من أعضاء مجتمع صناعة الأفلام النيجيري صناعتهم ويدافعون عن أنواع الأفلام التي يصنعونها وتأثيرها ويصفون الصعوبات الشائعة التي يواجهونها من صعوبة التصوير إلى مشاكل انقطاع الكهرباء وما إلى ذلك.

## القصّة
يتبعُ فيلم هذه نوليود المخرج النيجيري بوند إميراوا في سعيه لإنهاء تصوير فيلم حركةٍ طويلٍ في تسعة أيام في ضواحي لاغوس. بوند هو مجرد واحدٍ من أبطال نوليود الذي شهدت ازدهارًا في السنوات الأخيرة، كما يتطرق الفيلمُ لكيفيّة تخطِّي الناس للعقبات في سبيلِ تحقيق أحلامهم.

## الجوائز
- عُرض الفيلم في مهرجان إنترناسيونال دي أبوجا عام 2007